# Margita Stefanović
Margita Stefanović, cyr. Маргита "Маги" Стефановић (ur. 1 kwietnia 1959 w Belgradzie, zm. 18 września 2002 tamże) – serbska wokalistka i instrumentalistka klawiszowiec jugosłowiańskiego zespołu Ekatarina Velika.

## Życiorys
Urodziła się w Belgradzie jako jedyne dziecko znanego dyrektora teatru i telewizji Slavoljuba Stefanovicia-Ravassi i Desanki Nikolić. Uczęszczała do pierwszorzędnej szkoły muzycznej im. Josipa Slavenskiego w Belgradzie. Sukcesy i wyniki w szkole muzycznej otworzyły młodej pianistce drogę do Konserwatorium Moskiewskiego. Ze względów rodzinnych oferta została odrzucona. Zamiast tego Stefanović rozpoczęła studia architektoniczne na Uniwersytecie w Belgradzie. Przez cały okres studiów kontynuowała grę na fortepianie.
Po ukończeniu uczelni w 1982 roku, wraz ze swoim ówczesnym chłopakiem Srđanem Vejvodą, zaczęła interesować się belgradzką podziemną sceną muzyczną. W lecie 1982 roku poznała dzięki swojemu kuzynowi Dragomirowi Mihajloviciowi Milana Mladenovicia. Pod koniec 1982 roku, po zakończeniu trzymiesięcznej podróży po Ameryce Południowej, przyjęła ofertę grania w zespole Katarina II przemianowanym w 1985 roku na Ekatarina Velika.

## Kariera
Od końca 1982 do 1994 roku Stefanović grała na keyboardzie w zespole Ekatarina Velika. W międzyczasie współpracowała również z innymi jugosłowiańskimi zespołami m.in. Karlovy Vary, Elvis J. Kurtović & His Meteors, Van Gogh oraz Babe.
Artystka komponowała również muzykę do filmów: Vera Hofmanova z 1991 roku, Prvi put s ocem na jutrenje z 1992, Povratak Vuka Alimpića z 1992 roku oraz sztuk teatralnych: Klasni neprijatelj, Tri sestre.
W 1985 roku zagrała rolę Dragany w filmie Tajvanska kanasta, w 1986 roku zagrała dalszą bezimienną rolę w filmie Crna Marija, w 2009 roku archiwalne zdjęcia wokalistki użyto w filmie dokumentalnym EKV: As It Once Was (EKV: jak to było kiedyś) opowiadającym o historii zespołu EKV – Ekatarina Velika.
Po śmierci lidera EKV Milana Mladenovicia w 1994 roku, Magi kontynuowała karierę muzyczną. Jej zainteresowania wyewoluowały w kierunku muzyki techno. Na przełomie lat 1994–1995 grała w zespole Kurajberi. W 1995 roku współzałożyła z muzykiem Vladimirem Stojiciem zespół EQV i wydała album Ti si sav moj bol.
Pod koniec lat 90. XX wieku działalność wokalistki na scenie muzycznej zaczęła słabnąć. Od początku 1996 roku zmagała się z długoletnim uzależnieniem i osłabieniem fizycznym będącym wynikiem zażywania heroiny. W tym czasie, mimo pomocy rodziny, pozostawała w permanentnym ubóstwie, niejednokrotnie nie mając pieniędzy na jedzenie. Przez pewien czas, po sprzedaniu mieszkań, mieszkała w garażu na przedmieściach Borča.
Ostatnie lata swojego życia spędziła w schronisku dla bezdomnych w belgradzkiej dzielnicy Voždovac. Rozpoznano u wokalistki wirus HIV będący skutkiem zakażenia przez dożylne podawanie narkotyków. Stefanović zmarła 18 września w belgradzkim szpitalu zakaźnym, w którym przebywała od sierpnia 2002 roku. Przyczyna śmierci nie została jednoznacznie wyjaśniona. Przypuszcza się, że zgon spowodowało wieloletnie zażywanie narkotyków.